# صحيفة أودمز

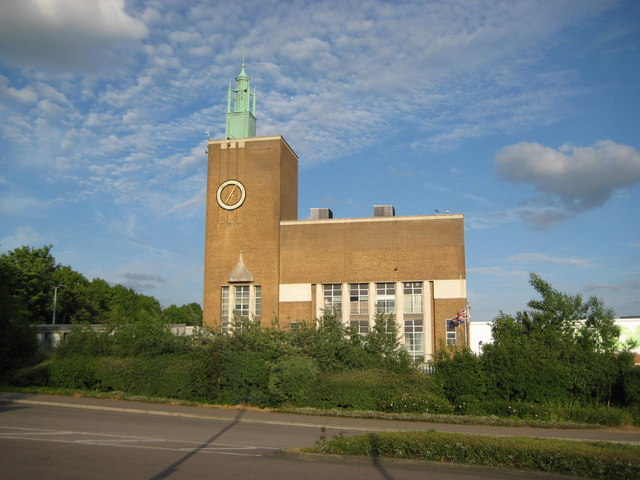

صحيفة أودمز (بالإنجليزية: Odhams Press) هي شركة نشر بريطانية. وفي الأصل صحيفة نشر، تأسست في عام 1890، ومن ثم اندمجت مع مجلة جون بول. وبعد ذلك توسّعَت لنشر الكتب، وقد قامت في شهر أكتوبر من عام 1933 بنشر إحدى روايات الكاتبة الإنجليزية أجاثا كريستي ألَا وهي كلب الموت